# 競売ナンバー49の叫び
『競売ナンバー49の叫び』（きょうばいナンバー49のさけび、The Crying of Lot 49）は、アメリカの小説家トマス・ピンチョンの中編小説。1966年発表。終始女主人公の視点を通して語られるので、ピンチョンの小説の中で入門者向けと言われる一方、読めば読むほど複雑になる小説としても知られている。

## あらすじ
平凡な主婦エディパ・マーズはかつて付き合っていたピアス・インヴェラリティという大富豪が、遺言で彼女を遺産処理の執行人に指定していたことを知る。かかりつけの弁護士の力を借りて遺産を調べ始めたエディパは、残された切手コレクションの影に、謎の闇郵便組織「トリステロ」の姿を発見する。
トリステロとは、古くは神聖ローマ帝国のタクシス家 (en) の郵便組織とも戦い、「歴史に語られないもう一つのネットワーク」をつなぐ秘密結社であるらしい。やがてエディパの目にする世界の全てがトリステロの暗躍を示唆し始める。全てはピアスの仕掛けた悪戯なのか? 偶然と妄想の産物なのか? それともトリステロは実在するのだろうか。

## 日本語訳
- 志村正雄訳 『競売ナンバー49の叫び』（サンリオ文庫、1985年→筑摩書房、1992年→新版：ちくま文庫、2010年）
単行本及びちくま文庫には、コーネル大学時代にEpoch誌に掲載された短編「殺すも生かすもウィーンでは」（原題：Mortality and Mercy in Vienna）を併録。
- 佐藤良明訳 『競売ナンバー49の叫び』（新潮社、トマス・ピンチョン全小説、2011年）